# هربرت ليبرت
هربرت ليبرت (بالألمانية: Herbert Lippert)‏ هو مغني أوبرا ومغني نمساوي، ولد في 7 أكتوبر 1957 في لينتس في النمسا.

## وصلات خارجية
- هربرت ليبرت على موقع IMDb (الإنجليزية)
- هربرت ليبرت على موقع ميوزك برينز (الإنجليزية)
- هربرت ليبرت على موقع أول ميوزيك (الإنجليزية)
- هربرت ليبرت على موقع ديسكوغز (الإنجليزية)
- هربرت ليبرت على موقع قاعدة بيانات الفيلم (الإنجليزية)